# Seiji Ozawa

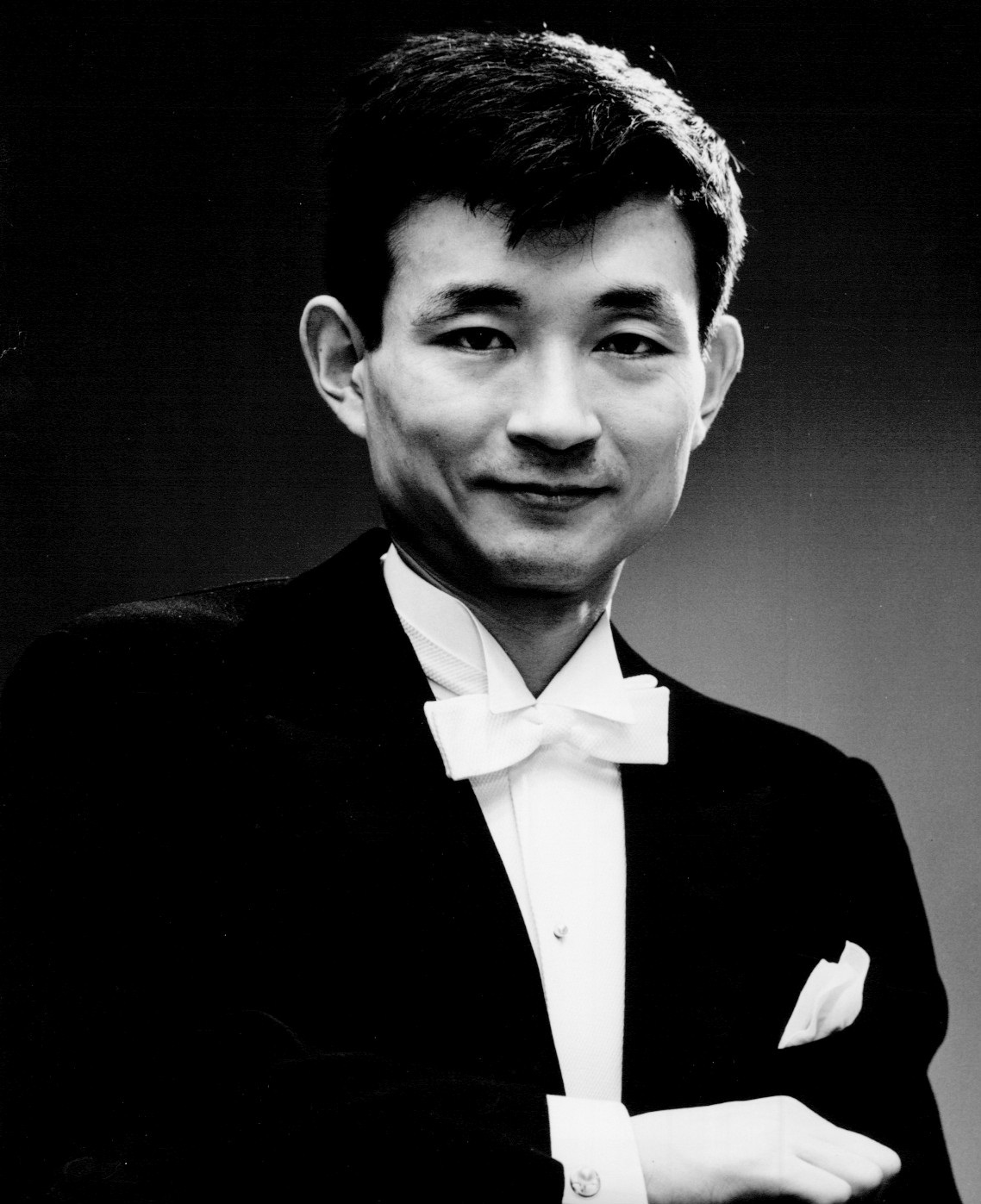
Seiji Ozawa (1963)

Seiji Ozawa (jap. 小澤 征爾, Ozawa Seiji; * 1. September 1935 in Shenyang, Mandschukuo (heute Volksrepublik China); † 6. Februar 2024 in Tokio) war ein japanischer Dirigent.

## Leben
Seiji Ozawa wurde als Sohn des Zahnarztes Ozawa Kaisaku in Mandschukuo geboren. Er studierte an der Tōhō Gakuen Daigaku in Chōfu zunächst Klavier. Nach einem Rugby-Unfall, bei dem er sich zwei Finger brach, wechselte er zu den Fächern Komposition und Dirigieren, die er 1958 abschloss. Sein Dirigierlehrer war Saitō Hideo. 1959 erhielt er einen Preis der International Competition of Young Orchestra Conductors in Besançon und eine Einladung von Charles Münch an das Tanglewood Music Center, wo Ozawa 1960 den Koussevitzky-Preis als Student-Dirigent gewann. Durch Michiko de Kowa-Tanaka bekam er ein Stipendium bei Herbert von Karajan.
1961 wurde er Assistenzdirigent von Leonard Bernstein für die New Yorker Philharmoniker. Ein Jahr später gab er selbständige Konzerte mit der San Francisco Symphony. Von 1964 bis 1969 war er Musikdirektor des Ravinia Festivals, der Sommerresidenz des Chicago Symphony Orchestra. Von 1965 bis 1969 war Ozawa Musikdirektor des Toronto Symphony Orchestra und von 1970 bis 1976 der San Francisco Symphony. 
1973 wurde Ozawa Musikdirektor des Boston Symphony Orchestra (BSO) und war es bis 2002. Es gab in jüngerer Zeit nur wenige Dirigenten, die so lange mit einem großen Orchester kontinuierlich kooperieren konnten. Er führte das BSO auch in Musik-Epochen der Moderne. Tourneen mit dem BSO führten ihn nach Europa, in die Volksrepublik China, nach Japan, Südamerika und quer durch die USA. Er brachte es auf über 140 Einspielungen von 55 Komponisten auf zehn Labels. 1976 erhielt er den ersten Emmy Award für TV-Serien von Sinfoniekonzerten. Ozawa gründete im September 1984 das Saito Kinen Orchestra in Japan.
1990 gab er eine Reihe von Festkonzerten zum 50. Jubiläum des Tanglewood Music Center. Seiji Ozawa war Mitbegründer des Saito Kinen Festival in Matsumoto 1992. Es ist nach seinem Lehrer in Tokio benannt, Hideo Saitō, der westliche Musik und Spieltechnik nach Japan brachte. Längere Zeit war Ozawa mit dem Orchestre National de France unterwegs sowie an der Mailänder Scala und der Wiener Staatsoper beschäftigt.
Im Oktober 2002 wurde Ozawa Musikdirektor der Wiener Staatsoper, was seinem wachsenden Interesse an Opern entgegenkam. Er war dort schon früher oft Gastdirigent und leitete die Wiener Philharmoniker auf Tourneen und bei den Salzburger Festspielen. Außerdem leitete er 2002 das Neujahrskonzert der Wiener Philharmoniker. Im Jahre 2008 leitete Ozawa die Gedenkkonzerte zu Ehren des 100. Geburtstages von Herbert von Karajan. Aufgeführt wurde bei diesem Anlass im goldenen Saal des Wiener Musikvereins unter anderem das Violinkonzert op. 61 von Ludwig van Beethoven mit Anne-Sophie Mutter als Solistin, die – wie auch Ozawa – von Karajan gefördert worden war. Nachdem im Jahr 2010 bei Ozawa Speiseröhrenkrebs festgestellt worden war, gab er seine Stellung an der Wiener Staatsoper auf und zog sich vom Konzertbetrieb zurück. 2013 kehrte er ans Pult zurück.
Großes Anliegen war ihm die Förderung der modernen Musik und junger Komponisten. Von Ozawa gibt es rund 400 Einspielungen auf CD, vor allem mit dem Boston Symphony Orchestra.

## Auszeichnungen

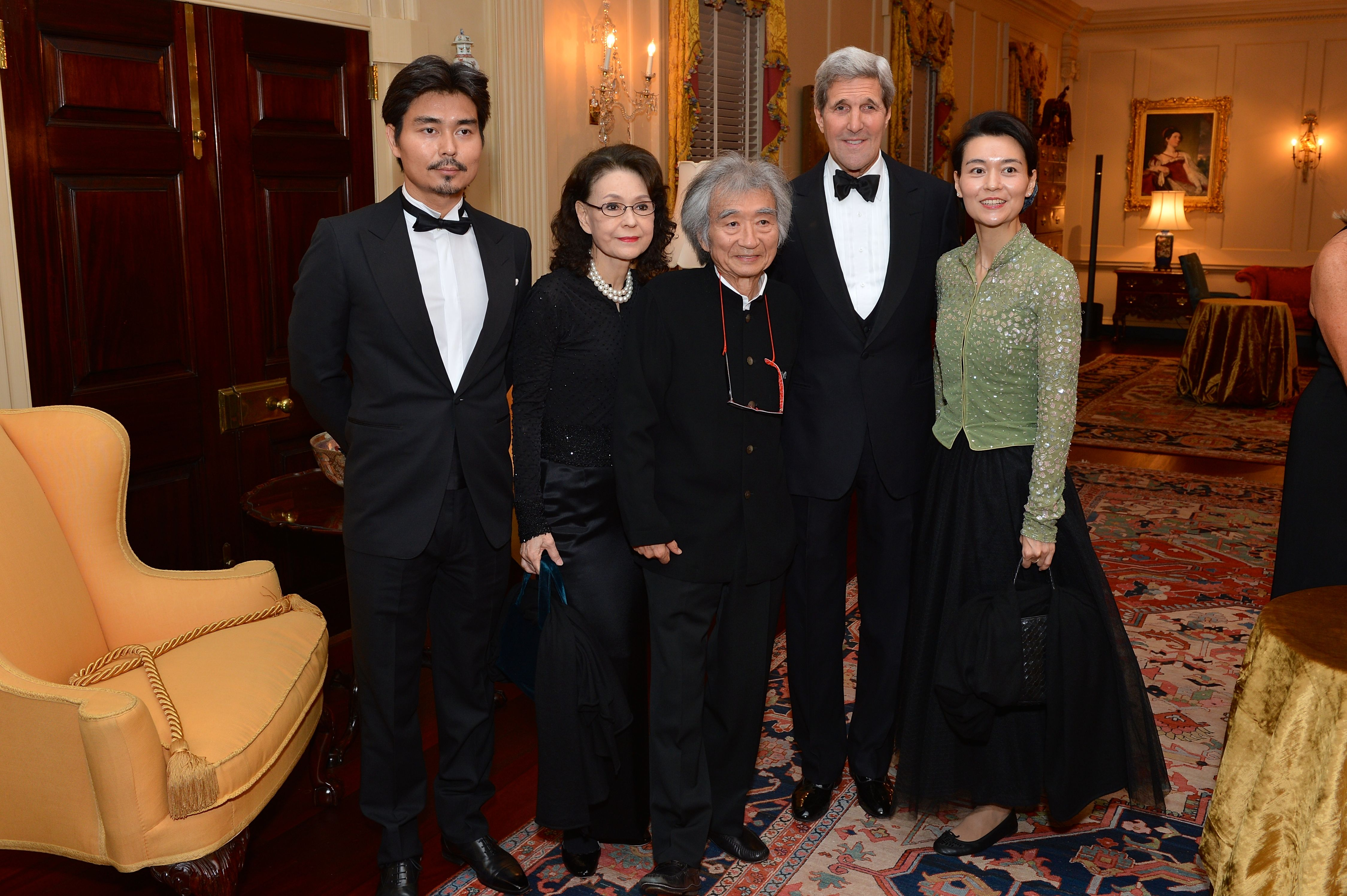
Seiji Ozawa (Mitte) mit Familienangehörigen und US-Außenminister John Kerry anlässlich des Kennedy-Preises 2015

Ozawa erhielt die Ehrendoktorwürden der University of Massachusetts, des New England Conservatory of Music und des Wheaton College, Norton (Massachusetts).
- 1972 Preis der Japanischen Akademie der Künste
- 1976 Emmy Award für die TV-Serie Evening at Symphony
- 1981 Grammy für die „beste Soloinstrument-Darbietung mit Orchester“
- 1985 Asahi-Preis
- 1992 Mitglied der American Academy of Arts and Sciences
- 1994 Erster Empfänger des Inouye Award (nach Inoue Yasushi, einem berühmten japanischen Autor)
- 1994 Emmy Award für Programm Antonín Dvořák in Prag
- Einweihung der Seiji Ozawa Hall in Tanglewood, dem Sommerquartier des BSO in Massachusetts, wo er auch für die internationale Akademie junger Musiker lehrte
- 1997 Musician of the Year (Musical America)
- 2001 – nebst anderen Ehrungen – Chevalier de la Légion d’honneur (Ehrenlegion), u. a. für die Förderung französischer Komponisten
- 2002 Österreichisches Ehrenkreuz für Wissenschaft und Kunst I. Klasse
- 2002 Les Victoires de la Musique Classique (französischer CD-Preis)
- 2002 Mainichi-Kunstpreis
- 2003 Amadeus Austrian Music Award
- 2007 Ehrenring der Wiener Staatsoper
- 2009 Premio Abbiati
- 2011 Praemium Imperiale, Kategorie Musik
- 2015 Kennedy-Preis
- 2016 Ehrenmitgliedschaft der Berliner Philharmoniker
- 2022 Österreichischer Musiktheaterpreis für Internationales Kulturengagement[8][9]